# Cancha serrana
La cancha, cancha serrana o cancha paccho (como se la conoce tradicionalmente en  el Perú) es una guarnición originaria de la gastronomía andina peruana. También se le conoce como maíz tostado, chullpi, chulpi, o chulpe.

## Descripción
Se usa como tentempié o de acompañamiento en platos de la cocina peruana como; ceviche, chicharrones, etc.
En idioma quechua también se le conoce como kamcha; en lengua moche se le conoce como quersu.

El jesuita Bernabé Cobo (1653) también lo cita:
"el maíz tostado lo comen en camcha y hancca".
Se sabe que su consumo en los andes es milenario en la cultura moche, pero cabe referir que los registros más antiguos corresponden al «Diccionario Quechua-Castellano» de Diego González Holguín, del año 1608, aunque también se conoce referencia al consumo de maíz tostado en las poblaciones amerindias de la sierra de Piura en las crónicas de Juan Ruiz de Arce, en el año 1545.
Para su preparación se hace calentar a fuego lento una olla de barro o una sartén con un poco de manteca o aceite; luego se añaden los granos de maíz amarillo con un poco de sal; se remueven constantemente hasta que el maíz se dore. En Ecuador se prepara en una paila metálica o de cerámica, con manteca de chancho, ajo, cebolla blanca larga, sal y en ocasiones chicharrón y limón.
No debe confundirse con canchita, nombre dado en el norte y centro del Perú a las palomitas de maíz.

## Galería

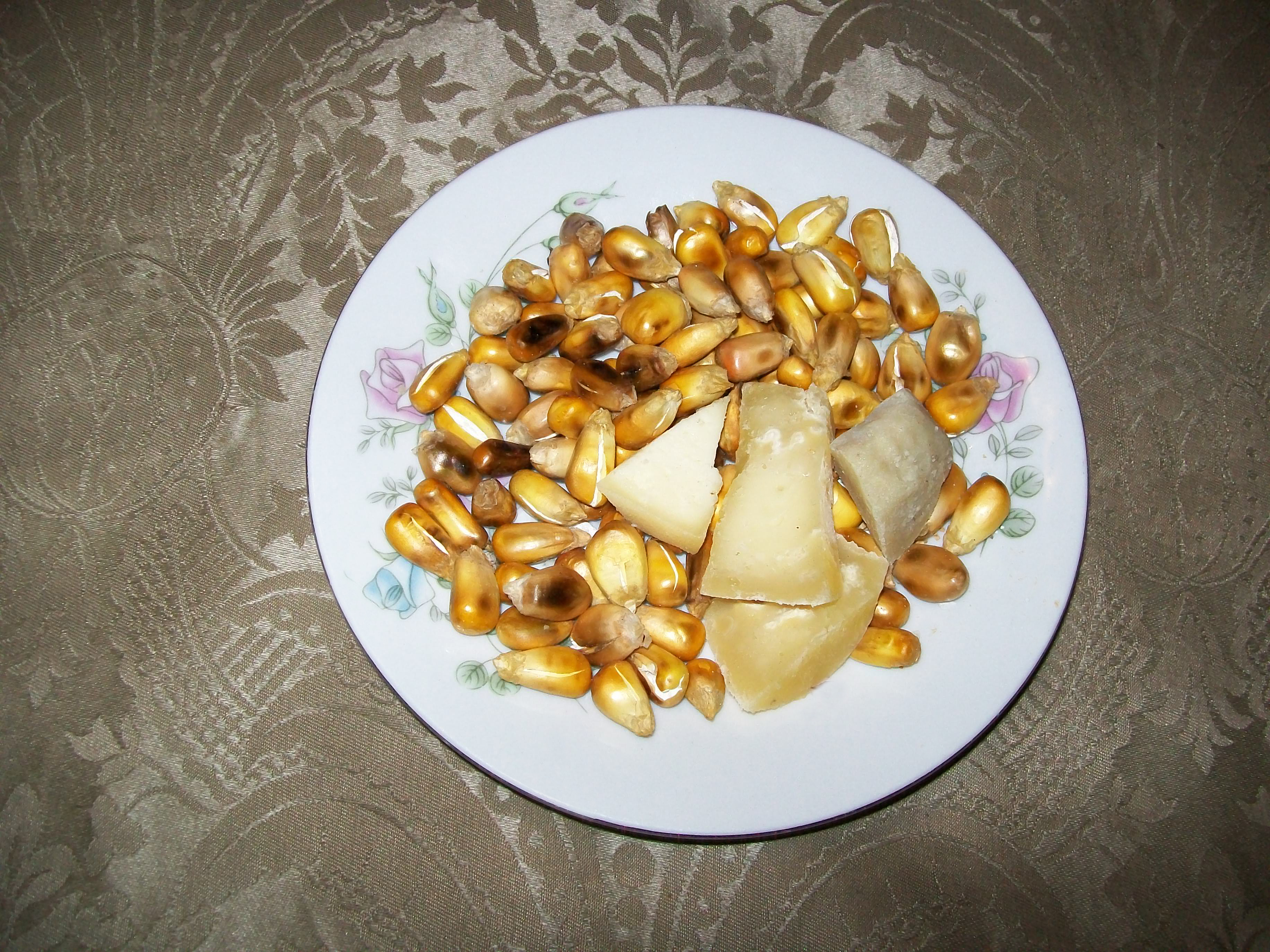
Cancha serrana acompañada con queso. Ocros, Ancash, Perú.
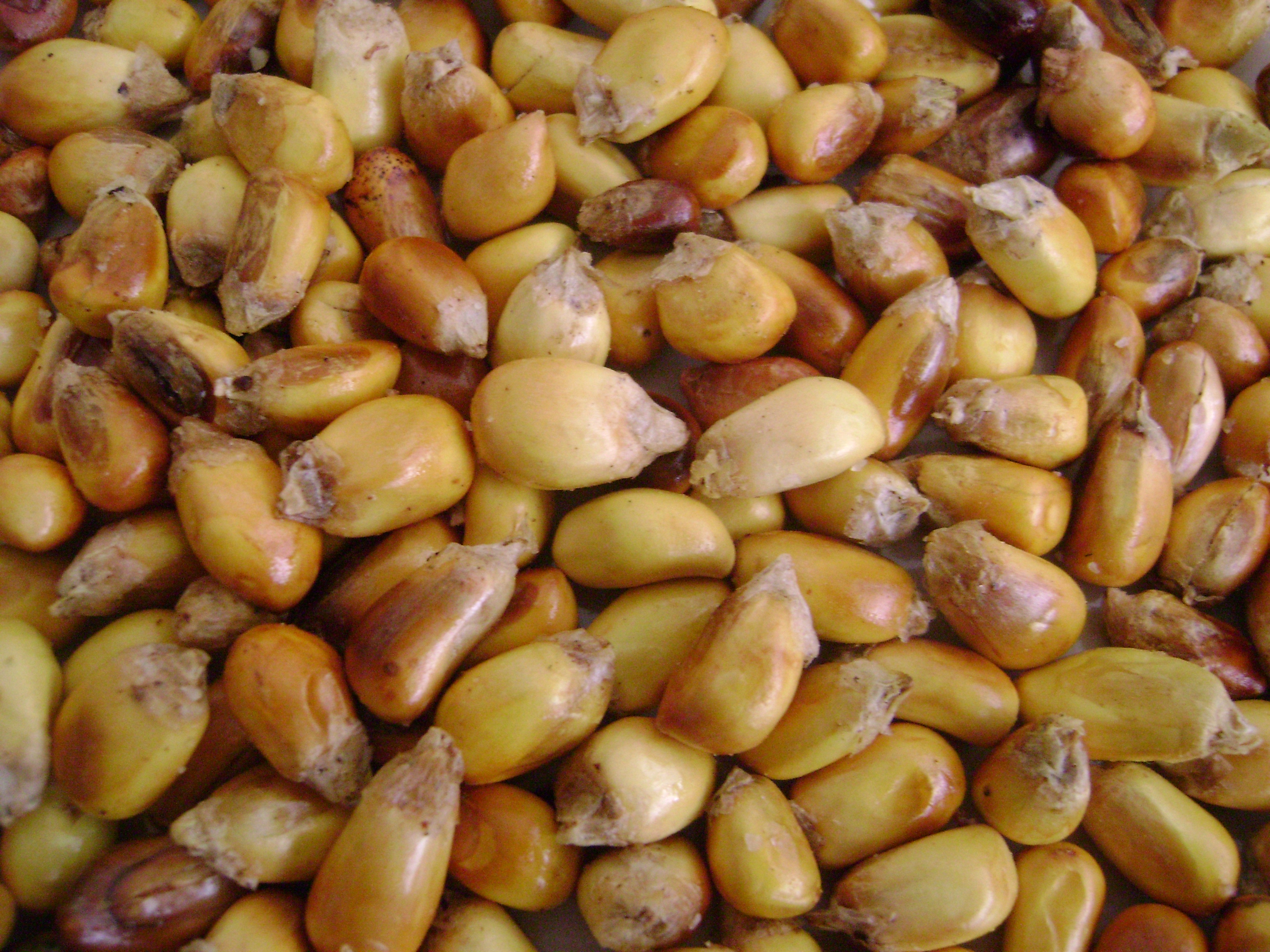
Cancha serrana. Huacaybamba, Huánuco, Perú.
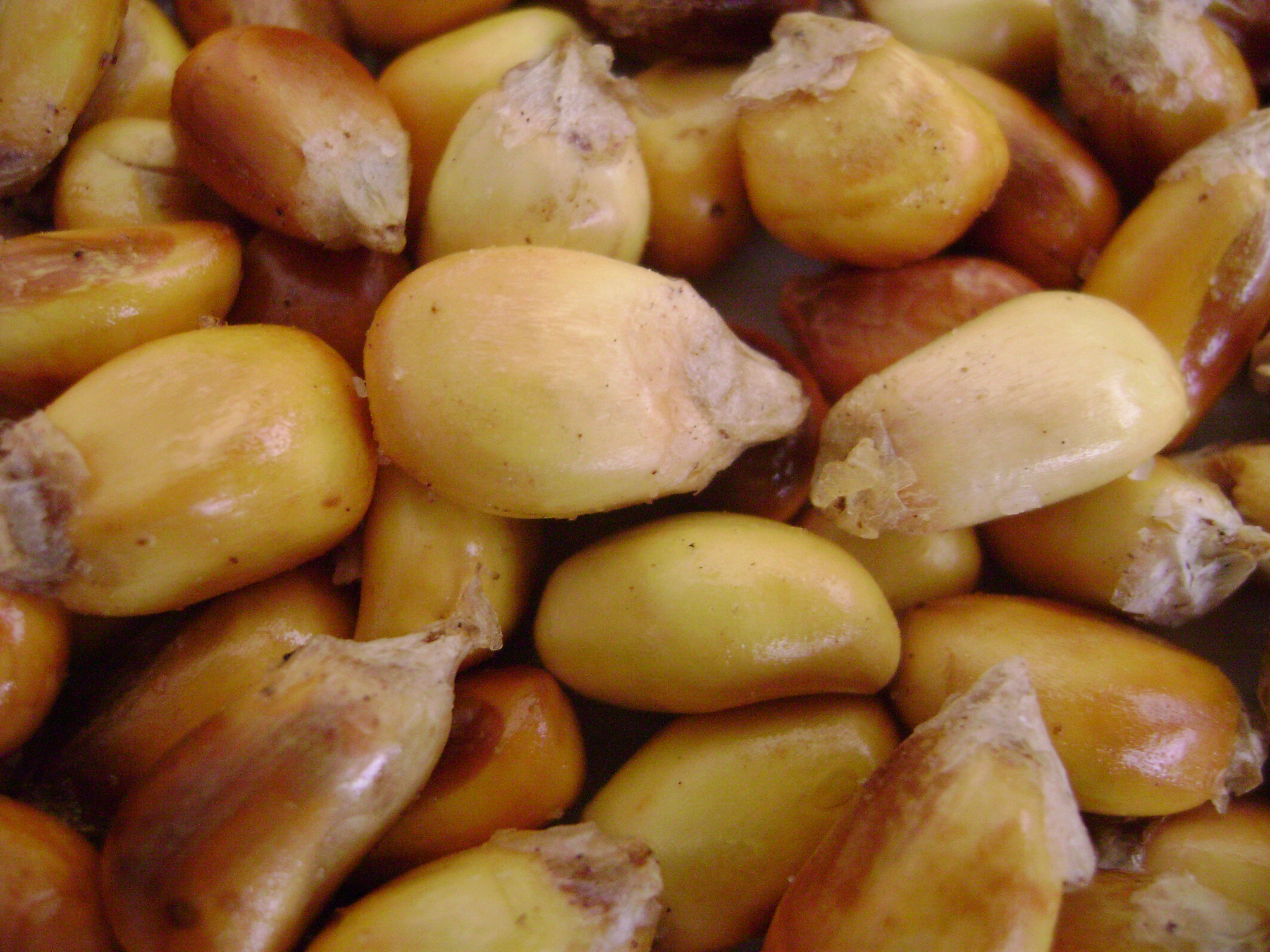
Acercamiento a los granos de maíz tostado.